# Gertrud Kornhas-Brandt
Gertrud Kornhas-Brandt (* 8. August 1892 in Arnstadt; † 1964 in München) war eine deutsche Schneidermeisterin, Modedesignerin und Oberstudiendirektorin. Sie war die Gründungsleiterin der Deutschen Meisterschule für Mode.

## Leben und Werk
Gertrud Brandt begann 1909 eine Lehre als Schneiderin. Im Jahr 1915 legte sie die Meisterprüfung ab. Von 1912 bis 1915 studierte sie an der von Henry van de Velde geleiteten Kunstgewerbeschule Weimar. Anschließend arbeitete sie in der Modeabteilung der Wiener Werkstätte (WW). Zu ihren Entwürfen für Theaterkostüme gehörten die Papierkleider für die Tänzerin Lena Amsel für ihre Auftritte 1917/18 in Wien. Von Dagobert Peche übernahm sie 1918 bis zur Schließung 1920 die Leitung der WW-Filiale in Zürich. Sie war vermutlich auch eine Hauptentwerferin der Herbstkollektionen 1918 und 1919 der WW. Heddi Hirsch fertigte aufwändige Aquarelle der Modelle und kennzeichnete diese mit Buchstaben. Man nimmt deshalb an, dass die zwanzig mit einem „B“ gekennzeichneten Modelle der Herbstkollektionen 1918 von Brandt stammen, siebzehn mit „Z“ bezeichnete wären dann Marianne Zels zuzuordnen, zehn mit einem „S“ Max Snischek, und acht mit einem „W“ stellten Entwürfe von Wimmer-Wisgrill dar. Daraus folgt für das Jahr 1919, dass Brandt und Snischek jeweils sieben Entwürfe, Zels neun, Wimmer-Wisgrill elf und Erna Putz einen Entwurf beisteuerten.
Brandt heiratete den Maler und Kunsthandwerker Walter Kornhas (1887–1940), mit dem sie die „Werkstätten Kornhas-Brandt“ in Konstanz betrieb. Aus dieser Zeit sind Entwürfe für Grabsteine und Flechtarbeiten bekannt.
Ab dem Jahr 1930 baute Kornhas-Brandt die „Deutsche Meisterschule für Mode“ in München mit auf und war von 1931 bis 1957, nur unterbrochen von einer kurzen Phase zwischen 1952 und 1954 die erste Leiterin der Schule. Obwohl kein NSDAP-Mitglied, versuchte sie sich ab 1933 den neuen Verhältnissen anzupassen und die deutsche Mode vom Ausland unabhängig zu machen. Das hieß für sie, die deutsche Modebranche sollte im Internationalen Stil erfolgreich sein:

„Deutsches Modeschaffen in München. Sie ist der Anfang einer ‚deutschen Mode‘. Wenn der Ausdruck zunächst dahin mißverstanden wurde, als wollten wir uns im allgemeinen Modeschaffen der Welt abseits stellen und eigene Wege gehen, so weiß man heute allgemein, was mit ‚deutsche Mode‘ gemeint ist: Weltgültigem unseren Stempel aufdrücken, Eigenes bieten, das uns Anerkennung bringt, der deutschen Frau eine Kleidung schaffen, die innerhalb der großen Modeforderungen ihrem Wesen entspricht, und das Verarbeiten deutscher Werterzeugnisse mit dem Ziel, die Leistungen auf allen Gebieten zu steigern und zu vervollkommnen“

Der Erfolg der Schülerinnen der Münchner Meisterschule führte zu Konflikten mit dem deutschen Damenschneiderhandwerk. Kornhas-Brandt wurde von der regimetreuen Obermeisterin der Innung, Anna Borst, denunziert. Auch die NS-treue Presse, wie die SS-Zeitung »Das Schwarze Korps«, griff sie an. Gleichzeitig versuchte Kornhas-Brandt, sich für ihre Schule und die deutsche Mode bei Adolf Hitler persönlich einzusetzen.
Im April 1944 wurde die Meisterschule durch Bomben schwer beschädigt. Kornhas-Brands Bitte um Evakuierung wurde nicht entsprochen und der Lehrbetrieb ab November eingestellt. Im Juli 1945 nahm sie mit einem Modellstudio die Arbeit wieder auf und präsentierte am 8. April 1946 die erste Modenschau in der US-Zone. Nach der Schau konnten ab dem 2. Mai 1946 wieder 18 Schülerinnen in die Schule zurückkehren.

## Werke (Auswahl)
- Abendkleid (für W.W. Mode Herbst 1918)[6]
- Abendkleid (für W.W. Mode Herbst 1918)[7]
- Kleid (für W.W. Mode Herbst 1918)[8]
- Pyjama (für W.W. Mode Herbst 1918)[9]
- Abendkleid (für W.W. Mode Herbst 1918)[10]
- Abendkleid (für W.W. Mode Herbst 1918)[11]
- Kleid[12]
- Kleid[13]
- Mantel[14]
- Kleid[15]
- Morgenmantel[16]
- Kleid (für W.W. Mode Herbst 1918)[17]
- Kleines Abendkleid[18]
- Kleid (für W.W. Mode Herbst 1918)[19]
- Ensemble (für W.W. Mode Herbst 1918)[20]
- Kleines Abendkleid[21]
- Kleid (für W.W. Mode Herbst 1918)[22]
- Kleid (für W.W. Mode Herbst 1918)[23]
- Kleid (für W.W. Mode Herbst 1918)[24]
- Kleid (für W.W. Mode Herbst 1918)[25]
- Kleid[26]
- Kleid (für W.W. Mode Herbst 1918)[27]
- Kleid[28]
- Mantel (für W.W. Mode Herbst 1918)[29]
- Mantel (für W.W. Mode Herbst 1918)[30]
- Kleid (für W.W. Mode Herbst 1918)[31]
- Wintermantel[32]
- Kleid (für W.W. Mode Herbst 1918)[33]
- Kleid (für W.W. Mode Herbst 1918)[34]
- Abendkleid[35]
- Kleid (für W.W. Mode Herbst 1918)[36]
- Kleid[37]
- W.W. Mode Herbst 1918 (Originaltitel)[38]

## Ausstellungen
- 1984: „Wiener Werkstätte. Die Mode“, Österreichisches Museum für angewandte Kunst, Wien
- 2015/16: „Gretchen mag's mondän – Damenmode der 1930er Jahre“, Münchner Stadtmuseum
- 2021: „Die Frauen der Wiener Werkstätte“, MAK Wien